# 烈美堂
烈美堂，為一座位於台灣台中市西屯區在地張廖氏家族的祠堂，至今超過200年歷史，建創時間不明，為臺中市歷史建築，亦相傳烈美堂為台中萬和宮供奉的第二媽祖「老二媽」的老家。

## 簡介
烈美堂，為台中西屯詔安客家，張廖家族的宗祠，至今已有超過200年的歷史，為祭祀廖家開台祖廖烈美的公廳祖厝。
清嘉慶初年，廖烈美自福建省漳州府詔安縣遷台，定居於台中西屯墾荒，於當地挖掘七口魚池供族人和農民灌溉使用，並創建「大漁池祖居」（即烈美堂），後於1926-1927年（昭和元年至2年）重建。
1979年（民國六十八年），祭祀公業廖烈美管理委員會成立。
1986年（民國七十五年），烈美堂開始改建為二層RC結構建築，並於1988（民國七十七年）落成。
1996年（民國八十五年），位於烈美堂前的「大魚池」經政府徵收改建為西平公園，後經台中市政府規劃整建，改善公園動線、新設宗教遶境活動停留空間等，並將西平公園重新命名為「西平大漁池文化公園」
相傳萬和宮所供奉的「老二媽」，為烈美堂廖姓閨女（廖品娘）所附靈，烈美堂即為萬和宮老二媽的祖居。從清嘉慶年間至今萬和宮即有「老二媽西屯省親遶境」之宗教文化活動，亦為當地的宗教盛事之一，該遶境活動老二媽皆會於烈美堂停駐，民眾深信，老二媽遶境後必能帶來平安與豐收，至今仍維持三年舉辦一次的傳統，2018年台中市政府亦將該活動登錄為民俗類文化資產。
2012年（ 民國一零一年），臺中市政府將烈美堂，正式公吿登錄為臺中市歷史建築。

## 外部連結
- 老二媽遶境-首次駐駕烈美堂 （页面存档备份，存于）
- 2百多年回「娘家」卻無法過夜　中市府整修烈美堂明年喜迎老二媽 （页面存档备份，存于）
- 「老二媽祖厝」烈美堂擴建 萬和宮說NO （页面存档备份，存于）
- 中市老二媽省親烈美堂 西平公園將重現大魚池